# Шеннон Джонсон (баскетболістка)
Шеннон Джонсон (англ. Shannon Johnson, 18 серпня 1974) — американська баскетболістка.
Олімпійська чемпіонка 2004 року.
Чемпіонка світу 2002 року.
Переможниця літньої універсіади 1997 року.
Переможниця Кубка Р. Вільяма Джонса 1996 року.
Бронзова призерка Кубка Р. Вільяма Джонса 1995 року.